# Irans håndboldlandshold (damer)
Irans håndboldlandshold er det iranske landshold i håndbold for kvinder. De reguleres af den Islamiske Republik Irans håndboldforbund.

## Resultater

### VM
- 2021: 31.-plads
- 2023: 31.-plads

### Asienmesterskabet i håndbold
- 2008: 7.-plads
- 2010: 8.-plads